# Meilleur jeune joueur de l'année de Serie A

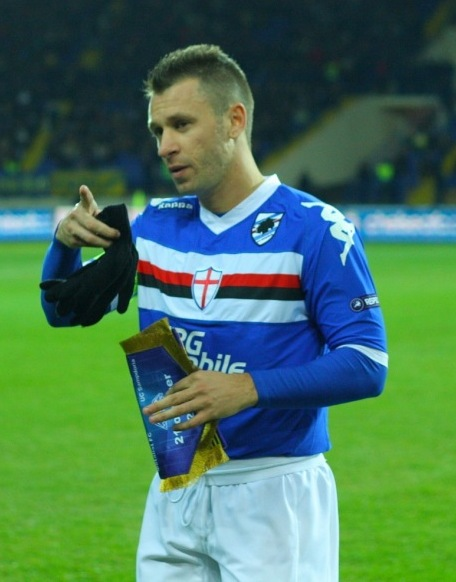
Antonio Cassano, seul joueur à avoir remporté le trophée à deux reprises.

Le titre de meilleur jeune joueur de Serie A (italien : Migliore calciatore giovane) est un trophée annuel organisée par l'Associazione Italiana Calciatori (Association italienne des footballeurs) donné au jeune joueur de moins de 24 ans évoluant dans le championnat d'Italie ayant effectué les meilleurs prestations. Ce trophée fait partie des « Oscar del calcio. » Il est attribué de 1997 à 2010.
Antonio Cassano est le joueur ayant remporté le plus de fois le trophée. Il est le seul joueur à l'avoir gagné deux fois en (2001 et 2003). Le club romain de l'AS Roma est l'équipe ayant le plus de vainqueurs du trophée (3 fois). Le premier non-Italien à avoir gagné ce trophée est le Slovaque Marek Hamšík en 2008.

## Vainqueurs

### Par année

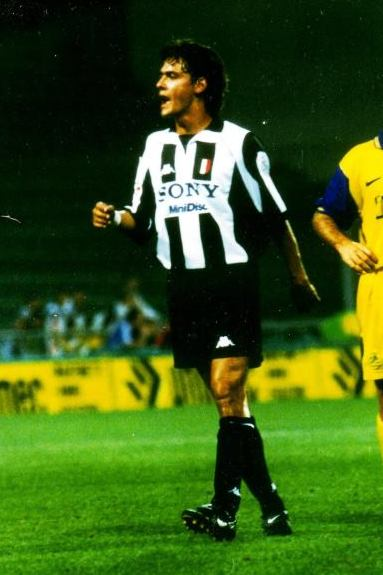
Filippo Inzaghi, vainqueur du trophée en 1997

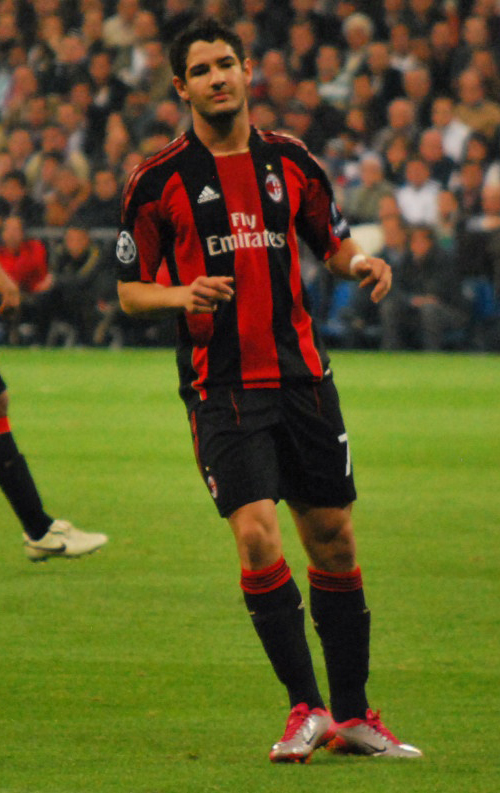
Alexandre Pato, vainqueur du trophée en 2009

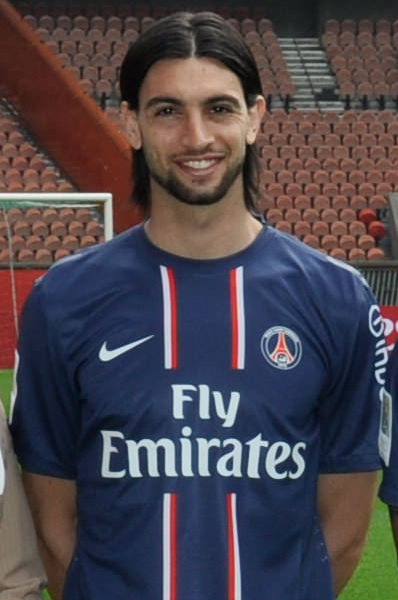
Javier Pastore, dernier récipiendaire du trophée en 2010

| Année | Pays | Joueur             | Club       | Poste     | Notes       |
| ----- | ---- | ------------------ | ---------- | --------- | ----------- |
| 1997  | ITA  | Filippo Inzaghi    | Atalanta   | Attaquant | [ Notes 1 ] |
| 1998  | ITA  | Alessandro Nesta   | Lazio      | Défenseur |             |
| 1999  | ITA  | Francesco Totti    | AS Roma    | Attaquant |             |
| 2000  | ITA  | Roberto Baronio    | Reggina    | Milieu    | [ Notes 2 ] |
| 2001  | ITA  | Antonio Cassano    | Bari       | Attaquant | [ Notes 3 ] |
| 2002  | ITA  | Matteo Brighi      | Bologne    | Milieu    | [ Notes 4 ] |
| 2003  | ITA  | Antonio Cassano    | AS Roma    | Attaquant |             |
| 2004  | ITA  | Alberto Gilardino  | Parme FC   | Attaquant |             |
| 2005  | ITA  | Giampaolo Pazzini  | Fiorentina | Attaquant |             |
| 2006  | ITA  | Daniele De Rossi   | AS Roma    | Milieu    |             |
| 2007  | ITA  | Riccardo Montolivo | Fiorentina | Milieu    |             |
| 2008  | SVK  | Marek Hamšík       | Napoli     | Milieu    |             |
| 2009  | BRA  | Alexandre Pato     | Milan      | Attaquant |             |
| 2010  | ARG  | Javier Pastore     | Palerme    | Milieu    |             |

### Par club
| Club       | Joueurs |
| ---------- | ------- |
| AS Roma    | 3       |
| Fiorentina | 2       |
| Atalanta   | 1       |
| Bari       | 1       |
| Bologne    | 1       |
| Lazio      | 1       |
| Milan      | 1       |
| Napoli     | 1       |
| Palerme    | 1       |
| Parme      | 1       |
| Reggina    | 1       |

### Par pays
| Pays      | Joueurs |
| --------- | ------- |
| Italie    | 10      |
| Argentine | 1       |
| Brésil    | 1       |
| Slovaquie | 1       |

### Par poste
| Poste     | Joueurs |
| --------- | ------- |
| Attaquant | 7       |
| Milieu    | 6       |
| Défenseur | 1       |